# Le Marché de l'amour

Le Marché de l'amour est un film documentaire du réalisateur d'origine vietnamienne Philippe Rostan, sorti en 2011.

## Synopsis
Au Nord-Viêt Nam, au printemps, se rassemblent dans les montagnes des hommes et femmes mariés ou célibataires venant des ethnies Hmong et Daos. Cette tradition ancestrale est unique et en voie de disparition.

## Fiche technique
- Réalisation : Philippe Rostan
- Scénario : Philippe Rostan
- Musique : Charlie Nguyen Kim
- Production : Filmover production
- Durée : 57 minutes
- Date de sortie : 8 novembre 2011

## Nominations et récompenses
- Nommé lors du Festival international des cinémas d'Asie de Vesoul 2012
- Étoile de la SCAM 2012[2]